# Marcel Poëte
 (juin 2011).
Marcel Poëte, né le 10 octobre 1866 à Rougemont et mort le 4 avril 1950 dans le 5e arrondissement de Paris, est un bibliothécaire et historien français.
Il consacre ses travaux à l'histoire de Paris et de l'urbanisme.

## Biographie
Reçu à l'École des chartes en 1886, César Marcel Poëte y soutient sa thèse d'archiviste-paléographe sur Étude sur les origines et la règle de l'ordre hospitalier du Saint-Esprit en 1890.
Le 10 septembre de la même année, il est nommé archiviste-bibliothécaire de la ville de Bourges, fonctions dont il démissionne quelques mois plus tard pour occuper un emploi d'attaché non rétribué à la bibliothèque Sainte-Geneviève, à Paris. En 1894, il devient bibliothécaire-adjoint puis conservateur de la bibliothèque municipale de Besançon.
Parallèlement, il se découvre une vocation pour l'enseignement. Ainsi, à partir de 1900, la faculté de lettres de Besançon lui confie une charge de « bibliographie générale ». Il assure ensuite, pendant deux ans, un cours de « Sciences auxiliaires de l'histoire », où il traite en particulier d'histoire locale.
Après une première candidature non retenue à la Bibliothèque historique de la Ville de Paris (BHVP) en janvier 1898, il y est nommé bibliothécaire en mai 1903, puis conservateur en chef trois mois plus tard. Il y fait une carrière d'une trentaine d'années. Il donne à la bibliothèque une impulsion très importante, en particulier en organisant de 1903 à 1913 de petites expositions annuelles sur certains aspects de l'histoire et de l'urbanisme parisien.
En 1914, est créée, sur décision du Conseil municipal, une chaire d'histoire de Paris à l'École pratique des hautes études, confiée à Marcel Poëte, qu'il occupera jusqu'en 1948. Il est également secrétaire de la Commission du Vieux Paris de 1914 à 1920, et donne des conférences aux États-Unis, au Canada ou encore en Suède.
En 1917, il transforme la Bibliothèque historique en Institut d'histoire, de géographie et d'économie urbaines de la Ville de Paris, dont il est le premier directeur. Il y dispense un enseignement sur l'évolution des villes, discipline dont il est le créateur en France. Cette école est aujourd'hui l'Institut d'urbanisme de Paris, dont les deux pères fondateurs sont Marcel Poëte et Henri Sellier.
Marcel Poëte a laissé une œuvre historique importante, consacrée à Paris mais également à l'urbanisme.
Les papiers de Marcel Poëte, donnés par sa fille en 1954, sont conservés à la BHVP et se composent principalement de notes de travail préparatoires à ses livres, articles, cours et conférences et de textes portant principalement sur l'histoire urbaine et l'histoire de Paris.

## Publications
- Les primitifs parisiens. Étude sur la peinture et la miniature à Paris du XIVe siècle à la Renaissance, Champion, 1904.
- Les sources de l'histoire de Paris et les historiens de Paris. Leçon de réouverture du cours d'introduction à l'histoire de Paris professé à la Bibliothèque de la Ville, 1905.
- L'enfance de Paris, Librairie Armand Colin, 1908.
- Formation et évolution de Paris, F. Juven, 1911.
- Promenades et jardins de Paris (depuis le XVe siècle jusqu'en 1830), Exposition de la Bibliothèque et des travaux historiques de la Ville de Paris, 1913.
- La promenade à Paris au XVIIe siècle, Armand Colin, 1913, prix Marcelin Guérin de l’Académie française en 1914.
- Répertoire des sources manuscrites de l'histoire de Paris, 1913.
- Une première manifestation d'union sacrée : Paris devant la menace étrangère en 1636, 1916.
- Au jardin des Tuileries : l'art du jardin, la promenade publique, Auguste Picard, 1924.
- Une Vie de cité : Paris de sa naissance à nos jours, Auguste Picard, 1924, 1925, 1927, 1931.
- Paris, L'Art à Paris à travers les âges, Éditions Nilsson, 1924.
- Paris, Les Thermes et les Arènes. Le Palais et Notre-Dame. Anciennes églises, Éditions Nilsson, 1925.
- Paris. Louvre et Tuileries. Places et Avenues. Monuments Divers, Éditions Nilsson, 1925.
- Comment s'est formé Paris, 1925.
- Paris pendant la Guerre, 1926.
- Introduction à l'urbanisme : L'évolution des villes, la leçon de l'Antiquité, Boivin & Compagnie, 1929. Rééditions en 1967 par les éditions Anthropos et en 1998 chez Sens&Tonka.